# Narumi Ichihashi
Narumi Eto (Narumi Ichihashi da nubile) è una delle protagoniste della serie anime e manga Batticuore notturno - Ransie la strega di Koi Ikeno. Appare solo nel manga e subito diventa amica di Rinze (Ronnie), con cui poi si sposerà.

## Personaggio
Narumi compare nel volume 5 del manga come una bambina ricoverata nella clinica del patrigno di Keigo Tsutsui, un amico di Ranze che è inciampato in seguito ad un concerto organizzato per la festa della cultura nella scuola della stessa Ranze. In questa situazione Narumi incontra Rinze, il fratellino di Ranze, che ha seguito la sorella sotto forma di lupo e lo vede mentre si trasforma. I due bambini diventano amici, e Narumi rivela al nuovo amico che deve fare un'operazione pericolosa e rischia di morire, Rinze allora decide di farle coraggio e le dice che ora che sono diventati amici deve vivere.
Il giorno dell'operazione, Ranze e Rinze si recano alla clinica per fare coraggio a Narumi, poiché la bimba si addormenta pochi minuti prima dell'operazione i due entrano nel suo sogno dove incontrano il dio della morte Georges, e lo convincono a salvare la vita di Narumi, effettuando un trapianto di energia vitale dall'anima di Yoko alla sua, salvando così la vita della bambina.
Nella saga successiva Narumi, ormai quindicenne, acquista un potere sovrannaturale in seguito all'ingestione accidentale dei fiori del mondo magico che le permetterà di comunicare con fiori, oggetti ed animali e di dare vita a qualsiasi cosa baci.